# Le Breil-sur-Mérize
Le Breil-sur-Mérize és un municipi francès situat al departament del Sarthe i a la regió de País del Loira. L'any 2007 tenia 1.390 habitants.

## Demografia

### Població
El 2007 la població de fet de Le Breil-sur-Mérize era de 1.390 persones. Hi havia 573 famílies de les quals 156 eren unipersonals (78 homes vivint sols i 78 dones vivint soles), 195 parelles sense fills, 195 parelles amb fills i 27 famílies monoparentals amb fills.
La població ha evolucionat segons el següent gràfic:
Habitants censats

### Habitatges
El 2007 hi havia 683 habitatges, 580 eren l'habitatge principal de la família, 61 eren segones residències i 43 estaven desocupats. 661 eren cases i 20 eren apartaments. Dels 580 habitatges principals, 450 estaven ocupats pels seus propietaris, 123 estaven llogats i ocupats pels llogaters i 7 estaven cedits a títol gratuït; 2 tenien una cambra, 37 en tenien dues, 125 en tenien tres, 173 en tenien quatre i 243 en tenien cinc o més. 459 habitatges disposaven pel capbaix d'una plaça de pàrquing. A 269 habitatges hi havia un automòbil i a 254 n'hi havia dos o més.

### Piràmide de població
La piràmide de població per edats i sexe el 2009 era:
| Homes | Edats   | Dones |
| ----- | ------- | ----- |
| 0     | 95 o +  | 0     |
| 8     | 90 a 94 | 8     |
| 8     | 85 a 89 | 36    |
| 20    | 80 a 84 | 28    |
| 32    | 75 a 79 | 24    |
| 32    | 70 a 74 | 44    |
| 16    | 65 a 69 | 28    |
| 20    | 60 a 64 | 20    |
| 20    | 55 a 59 | 20    |
| 52    | 50 a 54 | 44    |
| 44    | 45 a 49 | 52    |
| 40    | 40 a 44 | 40    |
| 16    | 35 a 39 | 28    |
| 20    | 30 a 34 | 4     |
| 36    | 25 a 29 | 36    |
| 48    | 20 a 24 | 40    |
| 48    | 15 a 19 | 52    |
| 16    | 10 a 14 | 44    |
| 12    | 5 a 9   | 32    |
| 28    | 0 a 4   | 24    |

## Economia
El 2007 la població en edat de treballar era de 835 persones, 645 eren actives i 190 eren inactives. De les 645 persones actives 603 estaven ocupades (331 homes i 272 dones) i 42 estaven aturades (11 homes i 31 dones). De les 190 persones inactives 82 estaven jubilades, 54 estaven estudiant i 54 estaven classificades com a «altres inactius».

### Ingressos
El 2009 a Le Breil-sur-Mérize hi havia 602 unitats fiscals que integraven 1.419,5 persones, la mediana anual d'ingressos fiscals per persona era de 17.114 €.

### Activitats econòmiques
Dels 32 establiments que hi havia el 2007, 1 era d'una empresa extractiva, 1 d'una empresa alimentària, 1 d'una empresa de fabricació d'altres productes industrials, 5 d'empreses de construcció, 8 d'empreses de comerç i reparació d'automòbils, 1 d'una empresa de transport, 5 d'empreses d'hostatgeria i restauració, 1 d'una empresa d'informació i comunicació, 2 d'empreses immobiliàries, 2 d'empreses de serveis, 3 d'entitats de l'administració pública i 2 d'empreses classificades com a «altres activitats de serveis».
Dels 15 establiments de servei als particulars que hi havia el 2009, 1 era una oficina de correu, 2 tallers de reparació d'automòbils i de material agrícola, 1 paleta, 2 fusteries, 1 lampisteria, 1 empresa de construcció, 2 perruqueries, 3 restaurants i 2 agències immobiliàries.
Dels 3 establiments comercials que hi havia el 2009, 1 era una botiga de menys de 120 m², 1 una fleca i 1 una carnisseria.
L'any 2000 a Le Breil-sur-Mérize hi havia 13 explotacions agrícoles.

## Equipaments sanitaris i escolars
L'únic equipament sanitari que hi havia el 2009 era una farmàcia.
El 2009 hi havia una escola elemental.

## Poblacions més properes
El següent diagrama mostra les poblacions més properes.